# Џејмс Марсден
Џејмс Марсден (енгл. James Marsden; 18. септембар 1973) амерички је глумац, музичар и бивши манекен.
Глумачку каријеру започео је наступајући у телевизијским серијама средином деведесетих, а пажњу јавности привукао је улогама Скота Самерса/Киклопса у филмовима из серијала Икс-људи и Ричарда Вајта у филму Повратак Супермена, који му је донео номинацију за награду Сатурн.
Након што је стекао популарност у филмским адаптацијама стрипова, Марсден је играо споредне улоге у мјузиклима Лак за косу и Зачарана и позајмио је глас у цртаћима Као пас и мачка: Освета Кити Галор и Хоп. Такође је наступио у љубавним филмовима Бележница и 27 хаљина за венчање и неколико филмова независне продукције међу којима су Мали станови, Девојачко вече и Робот и Френк.
Почетком 2010-их Марсден се вратио на телевизију улогама у популарним ситкомима Модерна породица и Телевизијска посла. Године 2013. играо је Џона Кенедија у филму Батлер и појавио се у комедији Спикер 2: Легенда се наставља.

## Филмографија
| Филмски пројекти      |                                 |               |                              |                                                                           |
| Година                | Српски назив                    | Изворни назив | Улога                        | Напомене                                                                  |
| 2000.                 | Икс-људи                        |               | Скот Самерс/Киклоп           | номинација - МТВ филмска награда за најбољи филмски тим                   |
| 2003.                 | Икс-људи 2                      |               | Скот Самерс/Киклоп           |                                                                           |
| 2004.                 | Бележница                       |               | Лон Хамонд Млађи             |                                                                           |
| 2006.                 | Алиби                           |               | Вендел Хач                   |                                                                           |
| 2006.                 | Икс-људи 3: Последње упориште   |               | Скот Самерс/Киклоп           |                                                                           |
| 2007.                 | Зачарана                        |               | принц Едвард                 |                                                                           |
| 2007.                 | Лак за косу                     |               | Корни Колинс                 | номинација - Награда Удружења филмских глумаца за најбољу филмску поставу |
| 2008.                 | 27 хаљина за венчање            |               | Кевин Малколм Дојл           |                                                                           |
| 2013.                 | Спикер 2: Легенда се наставља   |               | Џек Лајм/Лејм                |                                                                           |
| 2013.                 | Батлер                          |               | Џон Кенеди                   | номинација - Награда Удружења филмских глумаца за најбољу филмску поставу |
| 2014.                 | Икс-људи: Дани будуће прошлости |               | Скот Самерс/Киклоп           | камео                                                                     |
| 2015.                 | Случајно заљубљени              |               | Скот Бирдсли                 |                                                                           |
| 2019.                 | Било једном у Холивуду          |               | Берт Рејнолдс                | продужено издање                                                          |
| 2020.                 | Соников филм                    |               | Том Ваховски                 |                                                                           |
| 2021.                 | Мали шеф: Породични бизнис      |               | Тимоти „Тим” Темплтон (глас) |                                                                           |
| 2022.                 | Соников филм 2                  |               | Том Ваховски                 |                                                                           |
| 2022.                 | Зачарана 2                      |               | краљ Едвард                  |                                                                           |
| 2024.                 | Соников филм 3                  |               | Том Ваховски                 |                                                                           |
| 2026.                 | Осветници: Судњи дан            |               | Скот Самерс/Киклоп           |                                                                           |
| Телевизијски пројекти |                                 |               |                              |                                                                           |
| 1998.                 | На граници могућег              |               | Брав                         | Епизода                                                                   |
| 2009–2011.            | Али Мекбил                      |               | Глен Фој                     | 13 епизода                                                                |
| 2011.                 | Модерна породица                |               | Бари                         | Епизода:                                                                  |